# Era mio figlio (film 2024)
Era mio figlio (Longing)  è un film del 2024 scritto e diretto da Savi Gabizon.

## Trama
Daniel Bloch, un ricco uomo d'affari, si ricongiunge con la sua ex partner, scoprendo con sorpresa di avere un figlio di cui non conosceva l'esistenza.